# NGC 982
إن جي سي 982 (بالفرنسية: NGC 982)‏ التي يرمز لها بالرمز NGC 982، هي مجرة، في كوكبة المرأة المسلسلة.

## الاكتشاف
اكتشفت في 17 أكتوبر 1786، بواسطة ويليام هيرشل.